# Mein Herz brennt
„Mein Herz brennt“ je skladba od německé industrialně metalové skupiny Rammstein z jejich třetího alba Mutter.
Doslovný překlad názvu je „Mé srdce hoří“. Část textu skladby pochází z jednoho starého německého televizního programu. Slova hovoří o dětských nočních můrách. Skladba je spojená z počátečních a závěrečných scén z filmu Lilya 4-ever z roku 2002.
Skladba byla použita i v reklamním spotu firmy Mercedes-Benz a v izraelském programu "Hachete Veonsho". Remixovanou verzi skladby nahrálo se skupinou Rammstein i ruské popové duo t.A.T.u spolu se skladbou „Я твоя не первая“ („Ja tvoja ne pervaja“).
V současnosti je možné skladbu slyšet i v americkém televizním seriálu Saving Grace, ve kterém hraje Holly Hunter a v traileru pro film Hellboy 2: Zlatá armáda.